# آيت بوتاغاط (ازضوض)
آيت بوتاغاط هو دُوَّار يقع بجماعة آيت إسحاق، إقليم خنيفرة، جهة بني ملال خنيفرة في المملكة المغربية. ينتمي الدوّار لمشيخة ازضوض التي تضم 5 دواوير. يقدر عدد سكانه بـ 262 نسمة حسب الإحصاء الرسمي للسكان والسكنى لسنة 2004.

## وصلات خارجية
- البوابة الوطنية للجماعات الترابية
- المندوبية السامية للتخطيط